# Rosma
Rosma – wieś w Estonii, w prowincji Põlva, w gminie Põlva.